# Acacia chinchillensis
Acacia chinchillensis är en ärtväxtart som beskrevs av Mary Douglas Tindale. Acacia chinchillensis ingår i släktet akacior, och familjen ärtväxter. Inga underarter finns listade i Catalogue of Life.